# 로포가스테르목
로포가스테르목(Lophogastrida)은 낭하상목의 연갑강에 속하는 갑각류 목의 하나이다. 작은 새우같은 이 동물은 거의 대부분 비교적 먼 바다의 심해에 살며 전 세계에서 발견된다.
대부분의 로포가스테르류 종은  1-8 cm정도 지만, 그나토파우시아 인겐스(Gnathophausia ingens)는 35 cm까지도 자라며, 이는 세계에서 가장 큰 원양 갑각류로 추정하고 있다. 현재 알려진 종은 전체 약 56종이다. 3과 9속으로 분류하고 있다.